# Art Puttee
Arthur Tyrell „Art” Puttee (Kanada, Manitoba, Winnipeg, 1904. október 14. – Kanada, Manitoba, 1966. október 18.) világbajnok kanadai jégkorongozó kapus.
1923-ban Memorial-kupa győztes lett a University of Manitoba Bisons csapattal.
1928-ban Allan-kupa győztes lett ismét a University of Manitoba Bisons csapattal.
A University of Manitoba Grads egyetemi csapattal vett részt az 1931-es jégkorong-világbajnokságon. Akkoriban Kanadát klubcsapatok képviselték világeseményeken, mint nemzeti válogatott. A világbajnokságon aranyérmesek lettek fölényes játékkal. Egyedül a svéd csapattal játszottak 0–0-s döntetlent, ami akkor csodaszámba ment. Mind a 6 mérkőzésen és egy gólt sem kapott vagyis 6 shutoutja volt.
A világbajnokság után játszott a svájci ligában, a GC Küsnacht Lions csapatában.
Tagja a Manitoba Hockey Hall of Fame-nek.